# Carl von Hock
Carl von Hock, född 18 mars 1808 i Prag, död 2 juni 1869 i Wien, var en österrikisk friherre, nationalekonom och statsman.
von Hock studerade först filosofi och publicerade sina filosofiska åsikter i arbetena Cholerodea (1830), Cartesius und seine Gegner (1835), Novellen und Erzählungen (1835) samt Gerbert oder Papst Sylvester II und sein Jahrhundert (1837). Då han senare ingick på ämbetsmannabanan, inriktade han sig på nationalekonomi och statistik samt skrev på detta område sitt huvudarbete, Die Finanzverwaltung Frankreichs (1857). Som byråchef i finansdepartementet tog han betydande del i de österrikiska finansreformerna, och hans namn är fäst vid de viktigaste organisationer, som gjordes under ministern Karl Ludwig von Brucks förvaltning. År 1860 upphöjdes han i friherrligt stånd, och 1861 invaldes han i lantdagen för Niederösterreich. Avslutandet av österrikisk-franska handelsfördraget (1865) var huvudsakligen hans förtjänst. År 1865 blev han ledamot av statsrådet för cisleithanska Österrike.